# Chen Hung-ling

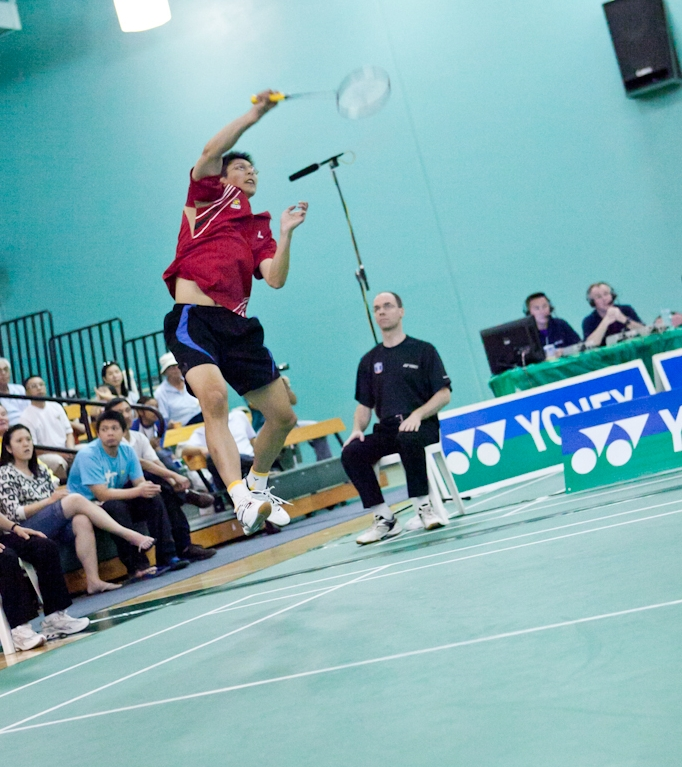
Chen Hung-Ling bei den US Open 2011 (Foto:Sunny Wan).

Chen Hung-ling (chinesisch 陳宏麟; * 10. Februar 1986 in Taipeh) ist ein Badmintonspieler aus Taiwan.

## Karriere
2006 machte Chen Hung-ling das erste Mal international auf sich aufmerksam, als er bei den Weltmeisterschaften der Studenten Gold im Herrendoppel mit Huang Shih-chung gewann. Die Chinese Taipei Open 2009 gewann er mit Lin Yu-lang, bei der Asienmeisterschaft 2010 holten beide Silber. Bei der Weltmeisterschaft 2010 reichte es für beide dagegen nur zu Platz neun.

## Erfolge
| Saison | Veranstaltung              | Disziplin    | Platz | Name                              |
| ------ | -------------------------- | ------------ | ----- | --------------------------------- |
| 2006   | Welthochschulmeisterschaft | Herrendoppel | 1     | Huang Shih-chung / Chen Hung-ling |
| 2006   | Welthochschulmeisterschaft | Mixed        | 3     | Chen Hung-ling / Chang Yun-ju     |
| 2008   | Greece International       | Mixed        | 1     | Chen Hung-ling / Hsieh Pei-chen   |
| 2009   | Polish International       | Herrendoppel | 1     | Lin Yu-lang / Chen Hung-ling      |
| 2009   | Chinese Taipei Open        | Herrendoppel | 1     | Chen Hung-ling / Lin Yu-lang      |
| 2010   | Asienmeisterschaft         | Herrendoppel | 2     | Chen Hung-ling / Lin Yu-lang      |
| 2010   | Weltmeisterschaft          | Herrendoppel | 9     | Chen Hung-ling / Lin Yu-lang      |
| 2010   | Welthochschulmeisterschaft | Mixed        | 1     | Chen Hung-ling / Hsieh Pei-chen   |
| 2012   | Australian Open            | Mixed        | 1     | Chen Hung-ling / Cheng Wen-hsing  |